# Scotinotylus autor
Scotinotylus autor är en spindelart som först beskrevs av Chamberlin 1948.  Scotinotylus autor ingår i släktet Scotinotylus och familjen täckvävarspindlar. Inga underarter finns listade i Catalogue of Life.